# Tyndareos
Tyndareos var i den græske mytologi, en spartansk konge, søn af Oebalus.
Han var gift med Leda og fader til Helena, Castor og Pollux, Klytaimnestra, Timandra, Phoebe og Philonoe.
Tyndareos' kone, Leda, blev forført af Zeus, som forklædte sig som en svane. Hun lagde 2 æg, hvert med 2 børn. Ifølge den traditionelle version var børnene fra det ene æg, Pollux og Helena, børn af Zeus; Fra det andet æg var Castor og Klytaimnestra børn af Tyndareos slægt.